# Tenure-Track
Tenure-Track ( /ˈtenjə(r) træk/, übersetzt: „Verfahren zur Festanstellung“) ist ein Begriff aus dem englischen Sprachraum und beschreibt ein Vorgehen in der akademischen Laufbahn an Hochschulen. Tenure-Track bedeutet hierbei die Chance, nach einer befristeten Bewährungszeit eine Lebenszeitprofessur (bzw. Stelle auf Lebenszeit) zu erhalten. In der Regel ist damit ein Aufstieg innerhalb des Professorenkollegiums verbunden (typischerweise Assistant – Associate – Full Professor).

## Tenure-Track in den USA und Kanada
Das Tenure-Track-System ist eine im US-amerikanischen Bildungssystem weit verbreitete Methode zur Rekrutierung von lebenslang beschäftigtem Hochschulpersonal. An US-amerikanischen Universitäten wird ein Professor bei seiner Erstanstellung zunächst befristet angestellt. Er genießt akademische Unabhängigkeit, unterliegt jedoch ständigen Leistungsanforderungen und Bewertungen, um die Aussicht auf eine feste Anstellung (Tenure) zu sichern. Ein ähnliches System gilt auch für Lehrkräfte im Schuldienst oder für wissenschaftliches Personal im System der Nationalen Laboratorien des US-Energieministeriums.
Diese Karrierelaufbahn wird als Tenure-Track bezeichnet: Man erhält einen zeitlich begrenzten Vertrag (in der Regel sechs bis sieben Jahre) als Assistant Professor mit klaren Zielvorgaben für die Vertragsdauer und eine Zusage für eine feste Laufbahn bei erfolgreicher Bewährung. Während dieses befristeten Vertrages ist eine Kündigung nur unter erhöhtem Aufwand möglich, und nach dessen Ende kann man zum Associate oder Full Professor aufsteigen. Es ist üblich, herausragende Wissenschaftler durch das Angebot einer Tenure in Aussicht zu locken, jedoch handelt es sich dabei nicht um eine „Regelbeförderung“ oder eine „automatische Einstellung nach der Probezeit“.
Voraussetzungen für eine Tenure-Stelle an einer US-Hochschule umfassen vor allem eine umfangreiche Liste von Veröffentlichungen, die Einwerbung von Drittmitteln, positive Bewertungen durch Studierende sowie das Engagement in der Fakultät und der Hochschule. Selbstverständlich spielt auch die Entwicklung des jeweiligen Lehrfachs eine entscheidende Rolle. Die Tenure-Entscheidung durchläuft zahlreiche hochschulinterne Gremien, vom Fachbereich bis hin zum Senat.
In den USA sind die Berufungs- bzw. Anstellungsbedingungen für Professoren je nach Universität unterschiedlich. Auch Colleges und andere Bildungseinrichtungen, besonders diejenigen in der beruflichen Erwachsenenbildung, können Professoren einstellen, ohne dass dafür eine Genehmigung durch das Department of Education erforderlich ist.
Bei renommierten amerikanischen Universitäten hat ein Assistant Professor aus dem eigenen Haus selten eine Chance auf Tenure. Dort dient die Position hauptsächlich als Sprungbrett zu einer besseren Stelle anderswo. Die aktuelle Entwicklung an US-Hochschulen zeigt, dass die Einstellung mit Tenure-Track rückläufig ist. Für Hochschulleitungen ist es einfacher, Professoren in befristeten Stellen zu beschäftigen. Im Jahr 2004 waren weniger als die Hälfte aller neu besetzten Professorenstellen in den USA im Tenure-Track.

## Tenure-Track in Deutschland
Das Tenure-Track-Verfahren in Deutschland ähnelt dem Beamtenverhältnis auf Widerruf, im Gegensatz zum Beamtenverhältnis auf Zeit. Dieses Verfahren wurde jedoch für das wissenschaftliche Personal an Hochschulen in den 1970er Jahren, im Zuge hochschulpolitischer Veränderungen, abgeschafft. Der Hauptgrund dafür lag vermutlich in der Inflexibilität des Beamtentums und den internen Schwierigkeiten deutscher Hochschulen, das Widerrufsverfahren effektiv als wissenschaftlichen Leistungsfilter zu nutzen.
In Deutschland wurde Tenure-Track vor allem im Zusammenhang mit der Juniorprofessur diskutiert. Die fünfte Novelle zum Hochschulrahmengesetz von 2002 hat mit der Einführung der Juniorprofessur auch die Option des Tenure-Tracks eingeführt. Allerdings herrschte bei den deutschen Hochschulleitungen eine gewisse Zurückhaltung, da irrtümlich angenommen wird, es handle sich um eine „Regellaufbahn“ und „Regelbeförderung“. Aus Mangel an Erfahrung mit dieser als fremdartig angesehenen Neuerung aus Übersee bestand die Befürchtung, dass die sechsjährige Juniorprofessur üblicherweise mit einer Beförderung auf eine Lebenszeitprofessur endet. Dies wird mit der meist dreijährigen Probezeit vieler Beamtenlaufbahnen verglichen, die normalerweise erfolgreich absolviert wird. Daher waren bis Mitte 2006 nur etwa 8 % der rund 1000 ausgeschriebenen Juniorprofessuren mit Tenure-Track versehen. In mehr als 90 % der Fälle wurde bewusst auf eine Endauswertung verzichtet, obwohl diese nicht zwangsläufig positiv ausfallen muss. So wurde das Risiko umgangen, einen mittelmäßigen oder unerwünschten Mitarbeiter nach sechs Jahren auf Lebenszeit einstellen zu müssen.
Eine weitere Verbreitung erhielt das Tenure-Track Modell durch das Tenure-Track-Programm des Bundesministeriums für Bildung und Forschung, auch Bund-Länder-Programm genannt. Dabei wurden ab 2017 Mittel für insgesamt 1000 Tenure-Track-Professuren an 75 deutschen Hochschulen bereitgestellt. Für eine Bewilligung mussten Universitäten Konzepte für die Entwicklung des wissenschaftlichen Personals vorlegen, um die Tenure-Track Professur als Karriereweg zu etablieren. Dabei wurden sowohl Juniorprofessuren als auch W2-Professuren mit einem Tenure-Track auf W3 vergeben.
Darüber hinaus gibt es ähnliche Systeme an einzelnen Institutionen: Die Helmholtz-Gemeinschaft vergibt jährlich Tenure-Track-Stellen für Nachwuchsgruppenleiter, allerdings in geringerer Anzahl als Juniorprofessuren. Hier wird bereits im dritten Jahr einer fünfjährigen Anstellung über die Weiterbeschäftigung auf Lebenszeit entschieden. Die LMU München hat seit 2006 nach diesem Modell 79 Stellen geschaffen – jedoch ohne Aufstiegsmöglichkeit auf eine höhere Stufe – und plant, dieses System mit Mitteln aus der Exzellenzinitiative weiter auszubauen. Die TU München führte das Verfahren ab 2012 ein, allerdings als echtes Karrieresystem: Es umfasst nicht nur die Entfristung einer Professur, sondern auch den Aufstieg bis zum (Full) Professor. Für befristete Professoren (Assistant Professors), die nach sechs Jahren die Aufstiegskriterien nicht erfüllen, endet die Karriere an der TUM. Bis 2020 sollen insgesamt 100 Professoren berufen werden, 25 davon finanziert aus Mitteln der zweiten Runde der Exzellenzinitiative. Der Tenure-Track ist mit der Qualifikationsprofessur mit Entwicklungszusage in Hessen vergleichbar.
Im Juli 2014 empfahl der Wissenschaftsrat, mehr unbefristete Stellen im Mittelbau zu schaffen, die Anzahl der Professuren von 26.000 auf 33.500 zu erhöhen und einen größeren Anteil an Tenure-Track-Professuren einzuführen, um die Karrierewege an deutschen Universitäten international verständlicher und transparenter zu gestalten.